# À la gauche du père
Pour plus de détails, voir Fiche technique et Distribution.
À la gauche du père (Lavoura Arcaica) est un film dramatique brésilien réalisé par Luiz Fernando Carvalho et sorti en 2001.
Il s'agit d'une adaptation du roman homonyme (pt) de l'écrivain brésilien Raduan Nassar (pt) paru en 1975.

## Synopsis
L'histoire d'André, qui se rebelle contre les traditions agraires et patriarcales imposées par son père et s'enfuit à la ville, où il espère trouver une vie différente de celle qu'il a vécue dans la ferme familiale. Lorsqu'il est retrouvé par son frère Pedro dans une pension de famille insalubre d'un village, il lui raconte, avec amertume, les raisons de sa fuite et le conflit qui l'oppose aux valeurs de son père.
Sans ordre chronologique, André fait un voyage sensible à travers son enfance, entre l'affection maternelle et les enseignements presque punitifs de son père. Son père valorise avant tout le temps, la patience, la famille et la terre, en s'appuyant sur la doctrine chrétienne. Mais André n'accepte pas ces valeurs. Il est pressé, il veut être le prophète de sa propre histoire et vivre avec une intensité incompatible avec la lente croissance des plantes. Dans le même temps, la passion incestueuse pour sa sœur Ana et son rejet de celle-ci jouent un rôle fondamental dans sa décision de fuir la maison familiale. Sa mère, désespérée, envoie son fils aîné Pedro le chercher pour tenter de rétablir la paix dans la famille. Ramené à la ferme, André est accueilli par son père au cours d'une longue conversation et d'une fête qui, au lieu de résoudre le conflit, montrent la distance infranchissable entre les générations. C'est pourquoi l'histoire est souvent décrite comme une version inversée de la parabole du fils prodigue.

## Fiche technique
- Titre original brésilien : Lavoura Arcaica[1]
- Titre français : À la gauche du père[2]
- Réalisation : Luiz Fernando Carvalho
- Scénario : Luiz Fernando Carvalho d'après le roman homonyme (pt) de Raduan Nassar (pt) paru en 1975.
- Photographie : Walter Carvalho
- Montage : Luiz Fernando Carvalho
- Musique : Marco Antônio Guimarães (pt)
- Décors : Yurika Yamasaki
- Costumes : Beth Filipecki
- Production : Luiz Fernando Carvalho, Maurício Andrade Ramos, Donald Ranvaud (en)
- Société de production : Video Filmes, LFC Produções, Raquel Couto Produções
- Pays de production :  Brésil
- Langue originale : portugais
- Format : Couleurs - 1,85:1 - Son stéréo - 35 mm
- Genre : Drame familial
- Durée : 163 minutes
- Date de sortie : 
  - Canada : 18 août 2001 (Festival du film de Montréal)
  - Brésil : 30 septembre 2001 (Festival international du film de Rio de Janeiro) ; 29 octobre 2001 (sortie nationale)
  - France : 9 juillet 2003[2]

## Distribution
- Selton Mello : André
- Raul Cortez : le père
- Juliana Carneiro da Cunha : la mère
- Simone Spoladore : Ana, la sœur cadette
- Leonardo Medeiros : Pedro, le premier né
- Caio Blat : Lula, la plus jeune
- Denise Del Vecchio : la prostituée
- Samir Muci Alcici Júnior
- Leda Samara Antunes
- Felipe Abreu Salomão
- Pablo César Câncio : André Enfant
- Luiz Fernando Carvalho : André narrateur (voix)
- Raphaela Borges David
- Fábio Luiz Marinho de Oliveira

## Accueil critique
« Il y a là une promesse concrète de renouveau, une palpitation inédite dans le cinéma brésilien depuis Glauber Rocha (...) Dans le feu de l'action, il ne reste que des fragments arrachés à un magma visuel. Mais bientôt le chaos s'organise, le film se donne dans toute sa richesse comme un poème barbare au bord de l'hallucination, d'une puissance extraordinaire (...) Jamais, cependant, son retour aux mythes fondateurs ne recouvre ou n'accélère la prédominance des sensations. Si le film a une telle force d'enchantement, c'est parce que Luiz Fernando Carvalho sait que tout commence là, dans cette première façon de naître au monde, d'être emporté par lui, de savourer chaque instant inattendu. »

— Jean-Philippe Tessé dans les Cahiers du cinéma
En novembre 2015, le film est inclus dans la liste établie par l'Association brésilienne des critiques de cinéma (Abraccine) des 100 meilleurs films brésiliens de tous les temps.